# Max Irving
Maxwell Bruce "Max" Irving (Long Beach, 1995. május 21.–) kétszeres világliga ezüst- és egyszeres világkupa-bronzérmes amerikai válogatott vízilabdázó, az AN Brescia játékosa.

## Sportpályafutása
Az amerikai bajnokságból 2018-ban igazolt Európába, a görög Idraikósz NO-hoz, majd 2020 és 2021 között az Olimbiakósz játékosa volt. Pályafutását ezután az olasz bajnokságban folytatta: előbb a Terlimar, majd 2023-tól az AN Brescia játékosaként. 2021-ben és 2022-ben világliga ezüstérmet, valamint 2023-ban bronzérmet szerzett a Los Angeles-ben megrendezett világkupán az amerikai válogatott tagjaként, utóbbin Magyarország nemzeti csapatának legyőzésével.

## Eredményei

### Klubcsapattal

#### Olimbiakósz
- Görög bajnokság
  - Aranyérmes: 2021

#### Telimar Palermo
- Olasz bajnokság
  - 4. hely: 2022
  - 6. hely: 2023

### Válogatottal

#### Egyesült Államok
- Világbajnoki 13. helyezett (Budapest, 2017)
- Világkupa 6. helyezett (Berlin, 2018)
- Világbajnoki 9. helyezett (Kvangdzsu, 2019)
- Pánamerikai játékok aranyérmes (Lima, 2019)
- Világliga ezüstérmes (Tbiliszi, 2021)
- Olimpiai 6. helyezett (Tokió, 2021)
- Világliga ezüstérmes (Strasbourg, 2022)
- Világbajnoki 6. helyezett (Budapest, 2022)
- Világkupa bronzérmes (Los Angeles, 2023)
- Világbajnoki 7. helyezett (Fukuoka, 2023)